# Самойловський Михайло Борисович
Михайло Борисович Самойловський (нар. 1909 року, м. Полтава — пом. 1977 року, м. Одеса) — український гірничий інженер, професор.

## Біографія
Народився у 1909 р. в місті Полтава, у сім'ї дворян. Батько Самойловський Борис Васильович , банківський службовець. Мати Самойловська Марія Осіповна, у дівочості Клєчковська, полька.
"—Це—хутір. Радянський.
—Та ні, я питаю:як він зветься?
—Я ж сказала: Радянський. Так його всі звуть... Тут колись економія пана Самойловського була. А після революції, як панську землю роздали, на місці економії хутір виник. Точніше, околиця села Ждани. Але в нас цей куток всі називають Радянським Хутором."
"Чорне Сонце" , частина третя , глава перша —другий роман з тетралогії  "Золоті Ворота", "Чорне Сонце", "Білий Морок", "Голубий берег",  Івана Головченко, Олекси Мусієнко.
У 1931 закінчив Дніпропетровський гірничий інститут. У роки Великої Вітчизняної війни, разом із родиною, був направлений на Урал а потім, Донбас, де заямався керуванням будівництва шахт задля добутку вугілля для держави ( на той час, це було вкрай важливо для майбутньої перемоги).  У 1953 році закінчив Московську гірничу академію. З 1958 по 1962 роки був завідуючем кафедри "Будівництва підземних споруд та шахт" у Кузбаському державному технічному університеті ім. Т.Ф. Горбачова.
"Початок же формування основних напрямів наукових досліджень та відкриття аспірантури пов'язані з ім'ям професора Самойловського, який завідував кафедрою з 1958 по 1962 роки.   До прихода на кафедру,
М.Б. Самойловський вже мав великий життєвий  досвід — працюючи на виробництві, він пройшов шлях від старшого інженера "Главшахтстроя" Наркомвугілля СРСР (м.Москва) до головного інженера Тквібульского УНШ у ГрузинськіР ССР. У 1953 році він з відзнакою закінчив Академію вугільної промисловості по спеціальності "Шахтарське будівництво" і до 1958 працював заступником директора  з наукової праці ВНІІОМШС, м. Харків. Професором Самойловський одним з перших був проаналізован досвід буріння шахтарських вертикальних стволів і розроблено засоби їх кріплення."
Журнал "УГОЛЬ", стаття "Становлення та розвиток кафедри "Будівництво підземних підземних споруд та шахт", Ковальов В.А., Макін М. А., Першин В.В. ,вересень 2015, ст.35 (рос.)
з 1962 року працював в Одеському інституті інженерів морського флоту, зараз Одеський національний морський університет; Завідуючий кафедри "Будівельне виробництво та інженерні конструкції"на факультеті "Водотранспортних та шельфових споруд" (до 1994 - "Гідротехнічних споруд"),  з 1960 — професор. Займався укріпленням берегів  м.Одеса.
Радянська влада багато разів перешкоджала всім кар'єрним зростанням та можливостям у житті М.Б. Самойловського з причини його дворянського походження. Так, він був обраний для надання звання академіка, ректора  Російського університета дружби народів (у 1962-1991 носив ім‘я Патриса Лумумби),  одержання ордена Леніна, направленний на стажування в Болгарію тощо. Але нічого з цього не було реалізовано у реальності. Також, з приводу походження М.Б. Самойловський повинен був бути репресований , але в останній момент уник кари завдяки наданої допомоги з боку друзів.
Понад 45 друкованих праць з ділянки кріплення підземних споруд. Перший розробив ряд питань щодо кріплення шахт.
Одна з праць — «Кріплення вертикальних стволів шахт» — разом з Вячеславом Онисимовичем Федюкіним, 1955, перевидане 1962